# Josef Bartoš (žokej)
Josef Bartoš (* 19. února 1981 Česká Lípa) je český dostihový jezdec, trojnásobný vítěz Velké pardubické steeplechase (2006, 2008, 2019), dvojnásobný vítěz šampionátu překážkových jezdců a vítěz rovinového šampionátu amatérů (1997) i žáků (1998). Kromě České republiky jezdí dostihy v Itálii, v Německu a ve Francii. V překážkových i rovinových dostizích mu náleží titul žokej.

## Stručný životopis
Josef Bartoš vyrostl v dostihové rodině. Na koni jezdí od devíti let. Vyzkoušel si i jiné sporty (cyklotrial, tenis, fotbal), ale nakonec se rozhodl pro dostihy. Začínal u svého otce, poté jako amatér a žák jezdil pro trenéra Ing. Karla Dvořáka, působil také u trenéra Miroslava Kašpara a absolvoval několik zimních stáží v Německu u trenérů Theilkuhla, Seilera a Hirschbergera a ve Francii u trenéra Jacka Barbea. Po vyučení nastoupil u trenérů Františka a Romana Vítků a později působil v novém tréninkovém středisku stáje Pegas Znojmo ve Zhoři u Jihlavy. Krátce pobyl v Německu u trenéra Pavla Vovčenka a po návratu do České republiky pracoval u trenéra Filipa Neuberga. V prosinci roku 2004 mu nabídl spolupráci trenér Josef Váňa, u kterého působí od roku 2005 dodnes (údaj k roku 2010). Josef Bartoš má jezdeckou licenci pro překážkové i rovinové dostihy. Je ženatý a má dvě děti. 

## Jezdecké úspěchy
V letech 1990–1995 jezdil jako většina začínajících jezdců z „dostihových“ rodin dostihy poníků a získal 35 vítězství. První start v běžných dostizích si odbyl 1. května 1996 s klisnou Chris v tréninku svého otce. První start v kariéře byl zároveň jeho prvním vítězstvím. V roce 1997 byl již šampiónem amatérských jezdců na rovinách a o rok později šampiónem jezdců žáků na rovinách. Roku 1999 zvítězil poprvé v dostihu I. kategorie s běloušem Yokomem. Téhož roku odmaturoval na obchodní akademii v Mladé Boleslavi a složil závěrečné zkoušky na Středním odborném učilišti zemědělském ve Velké Chuchli. Vítězstvím v Jarní ceně klisen roku 2000 s klisnou Havana Cuba získal první triumf v klasických dostizích. O rok později získal první velké vítězství i na překážkách, když s Iraklionem zvítězil v Memoriálu kpt. Rudolfa Poplera. V roce 2000 získal titul žokej v rovinových dostizích, v roce 2005 také v dostizích překážkových. To již patřil k našim špičkovým jezdcům a získal například druhé místo ve Velké pardubické s koněm Decent Fellow. S tímto koněm příští rok, tedy v roce 2006, ve Velké pardubické steeplechase poprvé zvítězil. Podruhé se mu to podařilo roku 2008 s bělkou Sixteen. K 13. červenci 2010 měl tento na první pohled spíš překážkový než rovinový jezdec odjeto 944 rovinových a 1231 překážkových dostihů a na svém kontě 88 rovinových a 214 překážkových vítězství. V případě tohoto jezdce je ovšem třeba spíše než na množství hledět na kvalitu vyhraných dostihů. Vedle již zmíněných třech Velkých pardubických (v roce 2006 se mu povedl v den Velké pardubické hattrick Cena Vltavy – Cena Labe – Velká pardubická), několika kvalifikací na Velkou pardubickou a také klasických rovinových dostihů (Jarní cena klisen, OAKS, St. Leger) zvítězil v listed dostizích ve Francii i v Meranu a v několika zahraničních grupových dostizích.

## Vybraná vítězství v rovinových dostizích
- Jarní cena klisen – 2000, 2003, Havana Cuba, Catoffle (IRE)
- OAKS – 2003, Catoffle (IRE)
- Velká dubnová cena – 2008, Certus (FR)
- Cena hřebčína Napajedla – 2003, Catoffle (IRE)
- Cena zimního favorita – 2003, Pokerfox (GER)
- Cena zimní královny – 2004, Sara
- Velká letní cena – 2006, Mastman (IRE)

## Vybraná vítězství v překážkových dostizích
- Velká pardubická steeplechase – 2006, Decent Fellow (GER), 2008, Sixteen (FR), 2019, Theophilos (FR)
- Cena Labe – 2006, Sixteen (FR)
- Cena Vltavy – 2006, Jack de Trau Land (FR)
- Memoriál kpt. Rudolfa Poplera – 2001, 2004, Iraklion (POL), Iraklion (POL)
- Memoriál mjr. Miloše Svobody – 2007, Decent Fellow (GER)
- Velká cena města Pardubic – 2002, Sord
- Cena Paramo – 2004, Tycjan (POL)
- Velká netolická steeplechase – 2005, Artifax (GER)
- Prvomájová steeplechase – 2006, Ner (POL)
- Velká cena SKANSKA DS, a.s. – 2007, 2009, Sixteen (FR)

## Vybraná zahraniční vítězství
- Derby Trial – Velká cena Petržalky (Bratislava) – 2001, Apis
- Premio Piero E Franco Richard (Merano) – 2005, Bejrút (POL)
- Betbull.de-Stall Jenny-Cup Finale (Mnichov) – 2005, Laren (GER)
- Premio Giulio Caccia (Milán) – 2006, Piedmont (GER)
- Premio Staffe d`Oro (Milán) – 2006, Vernar
- Gran Corsa Siepi di Milano (Milán) – 2006, Piedmont (GER)
- Premio Piero E Franco Richard (Merano) – 2006, Vernar
- Premio Lainate (Milán) – 2006, Bejrút (POL)
- Premio Corsa Siepi Di Maia (Merano) – 2007, Paracchini (GER)
- Premio Staffe d`Oro (Milán) – 2008, Belmont (POL)
- Badener Roulette-Preis (Baden-Baden) – 2008, Charley
- LIV Corsa Siepi Di Merano (Merano) – 2008, Paracchini (GER)
- LIX Gran Corsa di Siepi di Roma (Řím) – 2009, Paracchini (GER)
- Gran Corsa Siepi D`Italia (Merano) – 2009, Paracchini (GER)